# Norton Utilities
Norton Utilities (NU, утилиты Нортона) — это комплекс утилит, предназначенный для конфигурирования, оптимизации и обслуживания компьютера. Разработчики — компании Peter Norton Computing и Symantec (которая в сентябре 1990 года приобрела Peter Norton Computing). Последняя коммерческая версия — 16.0.0.126, была выпущена в августе 2012 года.

## Norton Utilities для DOS и Windows 3.x

### Версия 1.0
Питер Нортон опубликовал первую версию для DOS 1.x в 1982 году. В этот пакет входили 14 утилит, в том числе популярная Unerase для восстановления случайно удаленных файлов. Комплект поставлялся на трех дискетах и его цена составляла 80 $.

### Версия 2.0
Вторая версия вышла приблизительно через год, когда начали появляться первые жесткие диски для персональных компьютеров. Главной особенностью этой версии была утилита FileFind для поиска файлов. Также программа PRINT была переименована в LPRINT во избежание конфликта с внутренней командой DOS, которая появилась в составе MS-DOS 2.0 как PRINT.COM.

### Версия 3.0
Датирована 1984 годом, тем не менее сами файлы этой версии созданы 21 января 1985 года. Её «изюминками» были утилиты Disk Test для проверки дисков, System Information для получения сведений о системе, Wipe Disk и Wipe File для гарантированного стирания информации в файлах и на дисках.

### Версия 3.1
Вышла в 1986 году. Были добавлены новые утилиты Quick UnErase и Unremove Directory.

### Версия 4.0
Вышла в 1987 году с ценой 99,95 $.
Добавлены четыре новые утилиты:
- Ask, используется для создания пакетных файлов
- File Info, добавляет к файлам описание длиной до 65 символов
- Norton Change Directory, отображает графическое дерево каталогов. Позволяет изменять, удалять, переименовывать или создавать каталоги
- Norton Integrator, служила для запуска утилит посредством меню, а не запуском из командной строки, как раньше.

### Версия 4.0 Advanced Edition
Вышла одновременно с обычной версией 4.0. Стоила 150 $.
Добавлена утилиты Speed Disk для дефрагментации дисков, и программа Format Recover.

### Версия 4.5 Advanced Edition
Вышла в 1988 году. Добавлены такие утилиты, как DiskEditor для посекторного редактирования дисков, Batch Enchancer для расширения возможностей пакетных файлов. Также появляется утилита Norton Disk Doctor.

### Версия 5.0
Вышла в 1990 году. Добавлена утилита низкоуровнего форматирования дисков, командный интерпретатор NDOS (модифицированный 4DOS фирмы JP Software) для замены стандартного COMMAND.COM, а также утилита кэширования дисков NCache — замена DOS’овского SmartDrive. «Опасные» утилиты можно было защитить паролем. Norton Integrator допускал переименование длинных имен утилит в более короткие (например, FINDFAST.EXE в FF.EXE).

### Версия 6.0
Вышла в 1991 году. Это первая версия утилит с поддержкой Windows 3.x. Но утилиты всё ещё выполняются в среде DOS. Основные утилиты выпуска — Norton Disk Doctor, Disk Editor, Disk Tools, Speed Disk, Norton Cache, Disk Monitor, Diskreet, NDisk, System Information, NDOS.
Увеличилась скорость дефрагментации SpeedDisk, Diskreet поддерживает стандарт шифрования DES, System Information сообщает более детальную информацию о системе, UnErase может контролировать удаление файлов. Однако в DOS 5.0 уже входит утилита UNDELETE, добавленная Microsoft по лицензии у прямого конкурента Symantec — фирмы Central Point Software, которая выполняет схожие функции.

### Версия 7.0
вышла в 1993 году. Поддерживает MS-DOS 6.0, системы компрессии дисков DoubleSpace, Stacker и SuperStor.
Включает в себя Norton Disk Doctor, Disk Editor, Undelete, SmartCan, NDOS, System Information, File Find, Norton Change Directory.
Утилита Speed Disk осталась в наборе утилит, но Microsoft добавила в состав MS-DOS лицензированную версию Speed Disk под названием DEFRAG.exe.
У утилиты Disk Editor появился новый режим — Advanced Recovery Mode.

### Версия 8.0
Вышла в 1994 году. Отличается от 7.0 прежде всего появлением утилит, работающих под Windows 3.x, — Norton Disk Doctor, Speed Disk, System Watch, File Compare, INI Tracker, INI Tuner, INI editor, INI Advisor.

## Версии дляWindows 95и более поздних

### Версия 1.0 for Windows 95
Вышла в августе 1995 года. Данный набор утилит был изначально разработан для Windows 95 и поддерживал такие возможности данной ОС, как VFAT и другое. В комплект входили такие утилиты, как Norton Image, Norton System Doctor, Norton Protection, Rescue Disk, System Information, Norton Disk Doctor, Norton UnErase, Space Wizard, Speed Disk, System Information. 15 января 1996 компания анонсировала выпуск версии на CD-ROM. В неё были добавлены такие утилиты, как Disk Companion, Memory Companion и Norton Utilities Companion. Все утилиты для работы с дисковой подсистемой, включённые в состав пакета, не были совместимы с FAT32.

### Версия 2.0 for Windows 95
Вышла 7 октября 1996 года. Она включала такие утилиты как Norton CrashGuard with Anti-Freeze, Norton System Genie, Norton AntiVirus, LiveUpdate, System Genie, Registry Editor, System Doctor, System Benchmark, Disk Benchmark, Multimedia Benchmark, Speed Disk, Space Wizard. Начиная с этой версии дисковые утилиты начинают поддерживать FAT32.

### Версия 2.0 for Windows NT 4.0
Первоначально носил название Norton Utilities 2.0 for Windows NT. Был выпущен 27 января 1997 года. Данный набор включал такие утилиты, как Norton Disk Doctor, Norton Speed Disk, Norton System Information, Norton System Doctor, Norton Protection/UnErase, Live Update. Утилиты Norton Disk Doctor и Speed Disk, помимо поддержки FAT16, также поддерживали и NTFS. Данная версия не включала в себя утилиту Unerase под DOS и поэтому файлы, удалённые из раздела диска, форматированного под FAT, приходилось восстанавливать вручную, используя Norton Utilities for Windows 95/98.

### Версия 3.0 for Windows 95
Вышел 10 ноября 1997 года. Этот набор включал такие утилиты, как Norton WinDoctor, Norton Web Services, LiveUpdate Pro, Norton CrashGuard 3.0, Norton Zip Rescue, Norton System Doctor, Norton SpeedStart, Norton Optimization Wizard, Speed Disk.

### Версия 4.0
Norton Utilities 4.0 был выпущен 16 января 1999 года. Хотя словосочетание «for Windows» было убрано из названия пакета, оно всё равно ещё долго появлялось на различных сайтах и форумах при упоминании этого пакета утилит. Данный комплект утилит поддерживал Windows 95 и 98 и включал следующие утилиты: Norton SystemCheck, Registry Doctor Scan, Norton WinDoctor, Connection Doctor, Norton WipeInfo, Norton CrashGuard 4.0, Norton Zip Rescue, Norton Disk Doctor, Norton UnErase. Также за дополнительную плату в 6,95 $ можно было приобрести шестимесячную подписку на Norton Web Services.

### 2000 (Версия 4.5)
Был анонсирован 23 августа 1999 года.

### 2001 (Версия 5.0)
Был анонсирован 29 августа 2000 года.

### 2002 (Версия 6.0)
В этом выпуске не было добавлено никаких новых функций. Добавлена поддержка Windows XP, убрана поддержка Windows 95.
Содержит утилиты Norton Speed Disk, Norton System Doctor, Norton UnErase, Norton Disk Doctor, Norton WinDoctor, System Information и Wipe Info.

### 2003
Norton Utilities 2003 отдельно не выпускался и был включён в состав пакета Norton SystemWorks 2003.

### 2004
Norton Utilities 2004 отдельно не выпускался и был включён в состав пакета Norton SystemWorks 2004.

### 2005
Norton Utilities 2005 отдельно не выпускался и был включён в состав пакета Norton SystemWorks 2005. Этот пакет включал в себя следующие утилиты: Norton Protection, Speed Disk, Norton Optimization Wizard, Norton System Doctor, UnErase Wizard, Norton Disk Doctor, Norton WinDoctor, System Information, Wipe Info, Image, Norton File Compare, Norton Registry Editor, Norton Registry Tracker и Explorer Shell Extension.

### 2007
Norton Utilities 2007 отдельно не выпускался и был включен в состав пакета Norton SystemWorks 2007.

### Версия 14.0
Пакет Norton Utilities пережил «второе рождение» при выпуске версии Norton Utilities 14.0. Эта версия была анонсирована 3 февраля 2009 года и опять выпускалась отдельным пакетом, а не в составе Norton SystemWorks, как было в течение 6 лет до этого. Данная версия поддерживала Windows XP и Vista (32/64-bit) и включала в себя следующие утилиты: Registry Defragmenter, Registry Cleaners, Disk Cleaner, Disk Defragmenter, Startup Manager, Service Manager, Restore Center, System Optimizer, Process Viewer и Performance Test. Начиная с данной версии была изменена система лицензирования, теперь она позволяла использовать одну лицензию не более чем на 3 домашних компьютерах.

### Версия 15.0
Norton Utilities 15.0 выпущен в декабре 2010 года и включает такие утилиты как Norton Speed Disk, Norton Disk Doctor, Norton UnErase, Registry Restore, Registry Defragmenter, Registry Cleaner, Disk Cleaner, Disk Defragmenter, Startup Manager, Service Manager, Restore Center, System Optimizer, Process Viewer и Performance Test. В эту версию пакета был также включён новый пользовательский интерфейс.

### Версия 16.0
Norton Utilities 16.0 выпущен в августе 2012 года.